# Les navires attaquent les bastions
Pour plus de détails, voir Fiche technique et Distribution.
Les navires attaquent les bastions (Корабли штурмуют бастионы) est un film soviétique réalisé par Mikhaïl Romm, sorti en 1953,.

## Fiche technique
- Titre français : Les navires attaquent les bastions[3]
- Photographie : Tchen You Lan, Aleksandr Chelenkov
- Musique : Aram Khatchaturian
- Décors : Aleksandr Parkhomenko, Levan Chengeliia, Arnold Vaïsfeld
- Montage : Eva Ladyjenskaia

## Distribution
- Ivan Pereverzev : Adm. Fedor Fiodorovitch Ouchakov
- Gennady Ioudine (en) : Capt. Dmitri Nikolayevich Seniavine
- Vladimir Doruzhnikov : Capt. Vassiliev
- Aleksey Alekseev : Capt. Yegor Metaksa
- Sergueï Bondartchouk : Tikhon Alexeyevich Prokofiev
- Nikolai Khryashchikov : Khovrin, old sailor
- Mikhail Pougovkine : Piroshkov
- Georgui Youmatov : Ermolaev
- Vladimir Balashov : Capt. Grigori Belli
- Pavel Volkov : Medical Doctor
- Pyotr Lyubeshkin :
- Sergueï Petrov : Gen. Aleksandr Vasilyevich Souvorov
- Pavel Pavlenko (en) : le tsar Paul Ier
- Nikolai Svobodine (en) : Mordovzev
- Mikhaïl Nazvanov : le tsar Alexandre Ier
- Ivan Solovyov : Lord Admiral Horatio Nelson (comme I. Solovyov)
- Iosif Tolchanov (en) : Lord William Hamilton
- Elena Kouzmina : Emma Hamilton
- V. Tumanov : Foot
- Nikolay Volkov : Sir William Pitt Jr.
- Sergueï Martinson : le roi Ferdinand (comme Sergei Martinson)
- Ada Voytsik : la reine Caroline (comme Ada Vojtsik)
- Valeriy Lekarev : Napoléon Bonaparte Ier  (comme V. Lekarev)
- Emmanuil Geller : Ambassador Misharu
- Boris Bibikov : Spencer Smith
- Gleb Rozhdestvenskiy : Mordovtsev (comme G. Rozhdestvensky)